# DSM-IV-TR
De DSM-IV-TR was in 2000 de herschreven versie van de in 1994 gepubliceerde DSM-IV. Beiden zijn versies van het Diagnostic and Statistical Manual of Mental Disorders, het handboek van de American Psychiatric Association dat in onder andere Nederland wordt gebruikt voor psychiatrische problematiek. 
In 2013 werd de DSM-IV-TR opgevolgd door de DSM-5 die in 2022 werd herzien in de DSM-5-TR.

## Structuur
In de DSM IV-TR was elke geestelijke afwijking voorgesteld als een patroon van duidelijk observeerbare psychische en gedragskenmerken in een individu. Er werd verwezen naar de pijn die elke persoon beleeft of de typische belemmering in het dagelijks functioneren. De DSM IV-TR beschreef de afwijkingen en er stonden geen theorieën in over mogelijke oorzaken. De DSM IV-TR was als een botanische gids: aan de hand van de beschrijving van objectieve kenmerken, psychische afwijkingen identificeren. Getracht werd dus de diagnosen te operationaliseren: werkbaar te maken, waardoor de kans dat twee waarnemers die dezelfde persoon onderzoeken ook tot ongeveer dezelfde conclusies komen groter werd.
Elk ziektebeeld kreeg een code (getal) mee, bestaande uit vijf cijfers. Ook binnen het ziektebeeld was nuancering mogelijk. Zo sloeg de code 317.00 op een milde intellectuele achterstand terwijl 317.01 doelde op een milde achterstand met welbepaalde gedragskenmerken. 
Daarnaast waren er ook codes voorzien voor condities die niet toe te schrijven zijn aan de te behandelen stoornis (de zogenaamde V-codes). In geval van huwelijksproblemen met depressie of angst kon de oorzaak een psychisch lijden veroorzaken, maar even snel verdwijnen na aanpak van de oorzaak. Huwelijksproblemen kregen dan ook een V-code, meer bepaald V61.10.
Nieuw bij de DSM IV-TR was dat praktisch alle ziektebeelden een of meerdere atypische categorieën toegevoegd kregen. Een atypische categorie betekent dat de diagnosticus over onvoldoende criteria beschikte om een ziektebeeld te bepalen, maar toch sterke gelijkenissen zag.
Diagnostiek volgens het DSM-IV-TR vond plaats vanuit 5 gezichtspunten of 'diagnostische assen':
1. primaire symptomatologie, (de 'psychische ziekte') (een klinisch syndroom, ziektebeeld dat niet altijd aanwezig of geweest is, of voorbijgaand is, de zogenaamde acute pathologie)
2. achterliggende persoonlijkheidsstoornissen (en de specifieke ontwikkelingsstoornissen, kenmerken die blijvend zijn),
3. (bijkomende) somatische ziekten (lichamelijke ziekten die psychische ziektebeelden geven) (een wisselende schildklierwerking kan bijvoorbeeld leiden tot depressie, bij te lage werking, of anorexia, bij te hoge werking),
4. psychosociale en uitlokkende factoren (de intensiteit van de psychologische stressor, bijvoorbeeld alleen gaan wonen na een scheiding zal een ander effect hebben dan samenwonen na een scheiding),
5. niveau van functioneren (op een schaal van 1 tot 100, waarbij 100 perfect is en 1 vrijwel nihil) in de vorm van GAF-score of Global Assessment of Functioning-schaal, de mate waarin men zich weet aan te passen aan de omgeving, waarbij 0 betekent dat men geen duidelijke informatie heeft. Deze schaal is belangrijk voor de therapieplanning.

## Voorbeelden uit de DSM
Voorbeelden van personen, na door een GGZ-professional onderzocht te zijn, die volgens het DSM als volgt beschreven konden worden:

### Alcoholisme en zonder werk
- as 1: stemmingsstoornis, eenmalige periode (296.23) / alcohol abusus (305.00)
- as 2: afhankelijke persoonlijkheidsstoornis (301.6)
- as 3: leverstoornissen
- as 4: verlies van werk
- as 5: GAF = 35

### Diagnostiek patiënt in klinische opname
Onderzocht wordt of persoonlijkheidsstoornis kan worden vastgesteld of dat de As-I problematiek daar verklaring voor geeft:
- as 1: (295.70 schizoaffectieve stoornis), 305.00 middelenmisbruik (cannabis, amfetamine)
- as 2: 799.90a (sluit persoonlijkheidsstoornis uit) narcistische en antisociale trekken
- as 3: Epileptische manifestatie i.o.v. Seroquel (2003)
- as 4: Problemen gebonden aan sociale omgeving, wonen en werken
- as 5: GAF 50-55

Sluit uit betekende hier Nader te onderzoeken en niet dat het werd uitgesloten.